# Lycée Honoré-d'Estienne-d'Orves
Le lycée Honoré-d’Estienne-d’Orves est un établissement français d'enseignement secondaire et supérieur situé au 13, avenue d'Estienne-d'Orves à Nice.

## Histoire
Le lycée de l’Ouest fut inauguré en 1961 et devient en 1965 le lycée Honoré-d'Estienne-d'Orves en prenant le nom d'un héros de la Résistance dont la famille - celle des comtes d'Estienne d'Orves - possédait à Nice toute la colline boisée de Saint-Philippe et donc le terrain sur lequel a été construit le lycée.
Entre les années 2009 et 2014, le lycée Beau Site fusionne avec le lycée Honoré-d’Estienne-d’Orves.

## Classement du lycée
En 2016, le lycée se classe 18e sur 34 au niveau départemental quant à la qualité d'enseignement, et 1205e au niveau national. Le classement s'établit sur trois critères : le taux de réussite au bac, la proportion d'élèves de première qui obtient le baccalauréat en ayant fait les deux dernières années de leur scolarité dans l'établissement, et la valeur ajoutée (calculée à partir de l'origine sociale des élèves, de leur âge et de leurs résultats au diplôme national du brevet).

## Filières

### Enseignement secondaire
- Bac S
- Bac L
- Bac ES
- Bac STMG RHC
- Bac STMG GF
- Bac STMG Mercatique
- Bac STMG SIG
- Bac ST2S
- Bac Pro Gestion Administration

### Enseignement supérieur
- BTS ESF
- BTS SP3S
- DTS IMRT
- BTS Comptabilité et Gestion
- BTS Notariat
- BTS Assistant Manager
- BTS Assistant de Gestion PME PMI
- DCG
- BTS Services Informatiques aux Organisations (SIO)
- Préparation aux concours médicaux et sociaux
- DE Conseiller en economie sociale familiale
- Diplôme de comptabilité et gestion (bac +3)
- DTS Imagerie médicale radiologique thérapeutique
- Classe préparatoire aux grandes écoles de commerce voie technologique (réservée au bachelier STMG)

Apprentissage en partenariat avec le CFA Vauban :
- BTS Assistant de Gestion PME PMI par apprentissage
- DSCG (Diplôme Supérieur de Comptabilité et de Gestion) Mastère - par apprentissage